# Formel 3000 1987
Formel 3000 1987 vanns av Stefano Modena.

## Delsegrare
| Datum        | Bana           | Vinnare           |
| ------------ | -------------- | ----------------- |
| 12 april     | Silverstone    | Maurício Gugelmin |
| 10 maj       | Vallelunga     | Stefano Modena    |
| 16 maj       | Spa            | Michel Trollé     |
| 8 juni       | Pau            | Yannick Dalmas    |
| 29 juni      | Donington Park | Luis Perez-Sala   |
| 19 juli      | Pergusa        | Roberto Moreno    |
| 23 augusti   | Brands Hatch   | Julian Bailey     |
| 31 augusti   | Birmingham     | Stefano Modena    |
| 13 september | Imola          | Stefano Modena    |
| 27 september | Le Mans        | Luis Perez-Sala   |
| 11 oktober   | Jarama         | Yannick Dalmas    |

## Slutställning
| Plats | Förare            | Poäng |
| ----- | ----------------- | ----- |
| 1     | Stefano Modena    | 40    |
| 2     | Luis Perez-Sala   | 33    |
| 3     | Roberto Moreno    | 30    |
| 4     | Maurício Gugelmin | 29    |
| 5     | Yannick Dalmas    | 20    |
| 6     | Michel Trollé     | 16.5  |
| 7     | Julian Bailey     | 13    |
| 8     | Gabriele Tarquini | 12    |
| 9     | Lamberto Leoni    | 12    |
| 10    | Russell Spence    | 10    |